# Metapsicología
La metapsicología se refiere en psicoanálisis a dos conceptos diferentes:
- En el sentido lato, designa la forma en que Sigmund Freud aislaba los aspectos teóricos centrales de su teoría psicoanalítica, distinguiéndolos de las definiciones de la psiquiatría clásica de la época, a través del establecimiento de su concepción innovadora acerca de la existencia de una causalidad psíquica con base en el inconsciente. En este primer sentido se orientan las primeras menciones de Freud al término, algunas de las cuales son muy tempranas. Este es el significado que tiene el término cuando lo utiliza en sus cartas a Wilhelm Fliess (más precisamente, en las cartas del 13 de febrero de 1896[1] y del 10 de marzo de 1898[2]) y  que luego amplía en 1901 en su obra Psicopatología de la vida cotidiana. En este último ensayo mayor, Freud intenta establecer que aunque la metafísica sea el modelo formal de la metapsicología, esta última no se circunscribe a la primera.

- En un sentido estricto, aparece definido por primera vez de manera precisa en Lo inconsciente, trabajo que forma parte de una colección de escritos de 1915 (Pulsiones y destinos de la pulsión, La represión y Lo inconsciente) que se publicó bajo el título de Trabajos sobre metapsicología.[3] Aquí Freud describe como análisis "metapsicológico" una manera precisa de ver un proceso, mecanismo o fenómeno psíquico, considerando para su descripción el interjuego de tres aspectos:

1. Cuáles son las fuerzas en conflicto que intervienen en la dinámica de su aparición y desarrollo (aspecto dinámico);
2. dónde acontece, es decir en qué sistema psíquico ocurre (aspecto tópico);
3. cómo cambian las investiduras energéticas, qué ocurre a nivel de la catexis o distribución y equilibrio de energía pulsional (aspecto económico).

La historiadora y psicoanalista francesa Elisabeth Roudinesco define la metapsicología de la siguiente manera:

«Término creado por Sigmund Freud en 1896 para designar el conjunto de su concepción teórica, y distinguirla de la psicología clásica. El enfoque metapsicológico consiste en la elaboración de modelos teóricos que no están directamente vinculados a una experiencia práctica o a una observación clínica; se define por la consideración simultánea de los puntos de vista dinámico, tópico y económico.»

## Utilización del concepto en psicología
Cien años después de Freud, el mismo término, pero desprovisto de componentes psicoanalíticos, se ha impuesto para designar las reflexiones filosóficas, epistemológicas y ontológicas sobre la propia psicología.[cita requerida]